# Elefántcsontpart hívójelkörzetei
Elefántcsontpart jelenleg (2024) nincs felosztva hívójelkörzetekre.
A Elefántcsontpart számára az ITU a TU hívójelprefixet határozta meg.
| Prefix | Körzet | Hely/jelleg      | ITU zóna | CQ zóna | 1 szintű QTH lokátor |
| ------ | ------ | ---------------- | -------- | ------- | -------------------- |
| TU     | [0..9] | Elefántcsontpart | 46       | 35      | IK, IJ               |

## Lajstromjel
Vízi és légi járművek lajstromjelezéséhez a TU prefixet használják.